# Heiko Scholz
Heiko Scholz (* 7. ledna 1966 Görlitz) je bývalý německý fotbalista, pravý záložník. Po skončení aktivní kariéry působil jako trenér.

## Fotbalová kariéra
Ve východoněmecké oberlize hrál za BSG Chemie Leipzig, 1. FC Lokomotive Leipzig a Dynamo Drážďany, nastoupil ve 137 ligových utkáních a dal 10 gólů. S 1. FC Lokomotive Leipzig vyhrál v roce 1987 východoněmecký fotbalový pohár. Za reprezentaci Východního Německa (NDR) nastoupil v letech 1987–1990 v 7 utkáních. Po sjednocení Německa hrál v německé bundeslize za Dynamo Drážďany, Bayer 04 Leverkusen a Werder Brémy, nastoupil ve 159 bundesligových utkáních a dal 11 gólů. V roce 1993 vyhrál s Bayerem Leverkusen německý fotbalový pohár. Za německou reprezentaci nastoupil v roce 1992 v 1 utkání. V Lize mistrů UEFA nastoupil v 5 utkáních, v Poháru vítězů pohárů nastoupil v 9 utkáních a v Poháru UEFA nastoupil v 17 utkáních a dal 1 gól.

## Ligová bilance
| Ročník                                  | Zápasy | Góly | Klub                     |
| --------------------------------------- | ------ | ---- | ------------------------ |
| DDR-Oberliga 1984/85                    | 26     | 4    | BSG Chemie Leipzig       |
| DDR-Liga 1985/86                        | 32     | 11   | BSG Chemie Leipzig       |
| DDR-Oberliga 1986/87                    | 20     | 1    | 1. FC Lokomotive Leipzig |
| DDR-Oberliga 1987/88                    | 16     | 1    | 1. FC Lokomotive Leipzig |
| DDR-Oberliga 1988/89                    | 25     | 0    | 1. FC Lokomotive Leipzig |
| DDR-Oberliga 1989/90                    | 25     | 0    | 1. FC Lokomotive Leipzig |
| DDR-Oberliga 1990/91                    | 25     | 4    | 1. FC Lokomotive Leipzig |
| Německá fotbalová Bundesliga 1991/92    | 32     | 4    | Dynamo Drážďany          |
| Německá fotbalová Bundesliga 1992/93    | 33     | 3    | Bayer 04 Leverkusen      |
| Německá fotbalová Bundesliga 1993/94    | 15     | 0    | Bayer 04 Leverkusen      |
| Německá fotbalová Bundesliga 1994/95    | 27     | 2    | Bayer 04 Leverkusen      |
| Německá fotbalová Bundesliga 1995/96    | 30     | 1    | Werder Brémy             |
| Německá fotbalová Bundesliga 1996/97    | 21     | 1    | Werder Brémy             |
| Německá fotbalová Bundesliga 1997/98    | 1      | 0    | Werder Brémy             |
| 2. německá fotbalová Bundesliga 1997/98 | 9      | 0    | SC Fortuna Köln          |
| 2. německá fotbalová Bundesliga 1998/99 | 11     | 0    | SC Fortuna Köln          |
| 2. německá fotbalová Bundesliga 1998/99 | 9      | 0    | SG Wattenscheid 09       |
| CELKEM DDR-Oberliga                     | 137    | 10   |                          |
| CELKEM Německá fotbalová Bundesliga     | 159    | 11   |                          |